# Келеський район
Келе́ський район (каз. Келес ауданы, рос. Келесский район) — адміністративна одиниця у складі Туркестанської області Казахстану. Адміністративний центр — село Абай.

## Населення
Населення — 130251 особа (2021; 105856 у 2009, 90260 у 1999, 71469 у 1989).

## Склад
До складу району входять 11 сільських округів:
| Поселення                       | Площа, км² | Населення, осіб (1989) | Населення, осіб (1999) | Населення, осіб (2009) | Населення, осіб (2021) | Центр         | Населені пункти |
| ------------------------------- | ---------- | ---------------------- | ---------------------- | ---------------------- | ---------------------- | ------------- | --------------- |
| Абайський сільський округ       | 17,24      | 12151                  | 15454                  | 17700                  | 23510                  | Абай          | 1               |
| Актобинський сільський округ    | 205,40     | 12868                  | 16056                  | 20418                  | 23220                  | Жуантобе      | 14              |
| Алпамис-батира сільський округ  | 31,75      | 3569                   | 3957                   | 4620                   | 5872                   | Акжол         | 2               |
| Бірлесуський сільський округ    | 34,54      | 2934                   | 3234                   | 3875                   | 4788                   | 28 гвардійців | 4               |
| Бірліцький сільський округ      | 1021,22    | 4123                   | 4926                   | 5111                   | 4991                   | Бірлік        | 7               |
| Біртілецький сільський округ    | 112,33     | 11519                  | 12445                  | 16830                  | 19812                  | Ширилдак      | 13              |
| Бозайський сільський округ      | 659,62     | -                      | 1879                   | 2149                   | 2391                   | Бозай         | 4               |
| Жамбильський сільський округ    | 829,35     | -                      | 2551                   | 3229                   | 3538                   | Бекбота       | 5               |
| Жузумдіцький сільський округ    | 72,06      | 2428                   | 2952                   | 3493                   | 4192                   | Бірлесу       | 4               |
| Кошкаратинський сільський округ | 179,79     | 10832                  | 12753                  | 15857                  | 17701                  | Алгабас       | 13              |
| Ошактинський сільський округ    | 249,46     | 8127                   | 10292                  | 12183                  | 14037                  | Ошакти        | 13              |
| Ушкинський сільський округ      | 38,59      | 2918                   | 3761                   | 5011                   | 6199                   | Достик        | 3               |

## Найбільші населені пункти
Населені пункти з чисельністю населення понад 2500 осіб:
| №  | Населений пункт | Населення, осіб (1989) | Населення, осіб (1999) | Населення, осіб (2009) | Населення, осіб (2021) |
| -- | --------------- | ---------------------- | ---------------------- | ---------------------- | ---------------------- |
| 1  | Абай            | 12151                  | 15454                  | 17700                  | 23510                  |
| 2  | Лесбек-батир    | 2550                   | 3253                   | 3918                   | 4662                   |
| 3  | Акжол           | 2758                   | 2740                   | 2885                   | 3643                   |
| 4  | Ошакти          | 1189                   | 1558                   | 2238                   | 3480                   |
| 5  | Кошкарата       | 1666                   | 2320                   | 3110                   | 3437                   |
| 6  | Жузумдік        | 2062                   | 2502                   | 2586                   | 3092                   |
| 7  | Казахстан       | 1808                   | 1924                   | 2453                   | 3089                   |
| 8  | Ушкин           | 2195                   | 2758                   | 2804                   | 3087                   |
| 9  | Ораз-ата        | 983                    | 0                      | 1641                   | 3045                   |
| 10 | Біртілек        | 617                    | 1374                   | 1342                   | 2918                   |